# Pane basso
Il pane basso è una tipologia di pane caratterizzato dall'avere forma piatta, solitamente circolare. Gran parte delle culture hanno storicamente sviluppato delle ricette di pane basso, alcune molto antiche.
Il pane basso può avere uno spessore variabile da pochi millimetri a vari centimetri. Gli ingredienti più frequenti sono farina, acqua e sale, ma in alcuni casi vengono aggiunti pepe o altre spezie e vari tipi di olio. La maggior parte dei pani bassi è pane azzimo, per quanto altri siano lievitati (come la pizza e la piadina).

## Storia
I pani bassi sono stati fra i primi cibi processati realizzati dall'uomo: sono state rinvenute tracce evidenti della loro produzione in siti della antica Mesopotamia, dell'antico Egitto e della civiltà della valle dell'Indo.
Nel 2018 sono state trovate briciole di pane carbonizzate nel sito natufiano "Shubayqa 1" in Giordania (nell'Harrat ash Shaam, il deserto nero) risalenti al 12.400 a.C., circa 4.000 anni prima dell'inizio dell'agricoltura nella regione. Le analisi hanno evidenziato che probabilmente provengono da un pane basso contenente orzo selvatico, grano, farro, avena e tuberi di Bolboschoenus glaucus (una ciperacea).
Primitivi forni di argilla, (tandir), usati per cuocere pani bassi azzimi erano comuni in Anatolia durante le epoche selgiuchide e ottomana e sono stati trovati in siti archeologici distribuiti in tutto il Medio Oriente. La parola tandır deriva dall'accadico tinuru, che diventa tannur in ebraico e arabo, e tandır in turco. Delle centinaia di varietà di pane conosciute dalle fonti cuneiformi, il tinuru azzimo veniva prodotto facendo aderire il pane alle pareti laterali di un forno cilindrico riscaldato. Questo tipo di pane è ancora centrale nella cultura alimentare rurale in questa parte del mondo, riflesso dal folklore locale, dove la condivisione del pane fresco tandır fra un giovane uomo e una donna è considerato un simbolo di amore giovanile; tuttavia, la cultura della cottura del pane tradizionale sta cambiando con le generazioni più giovani, soprattutto con coloro che risiedono nelle città e che preferiscono le comodità moderne.

## Lista di pani bassi

### Europa
- Bannock (Scozia)
- Bliny (Russia)

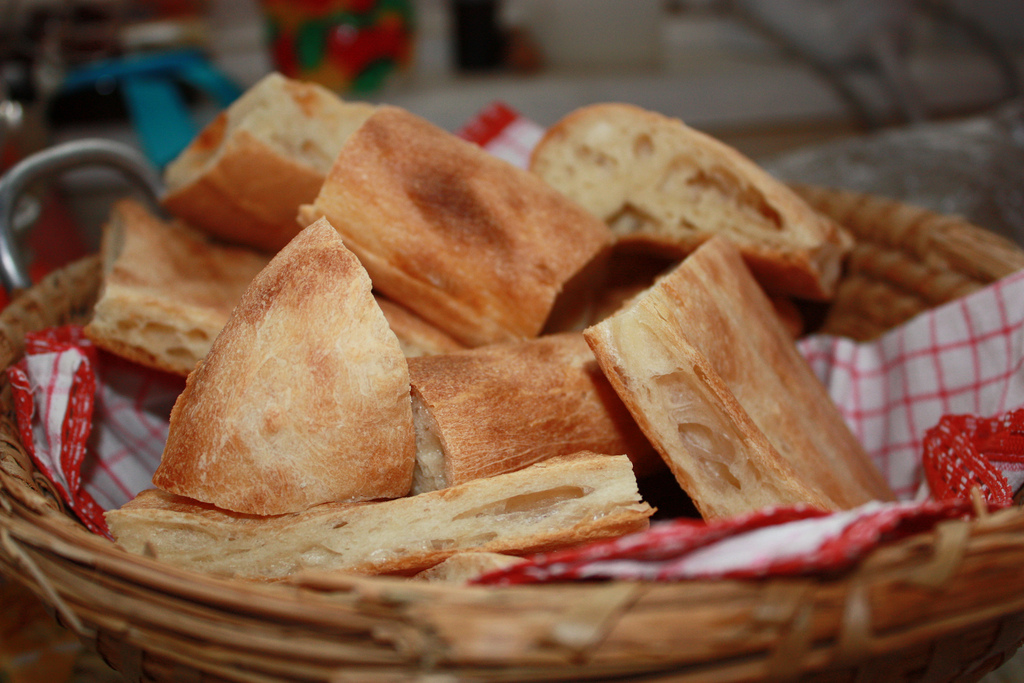
Tonis Puri

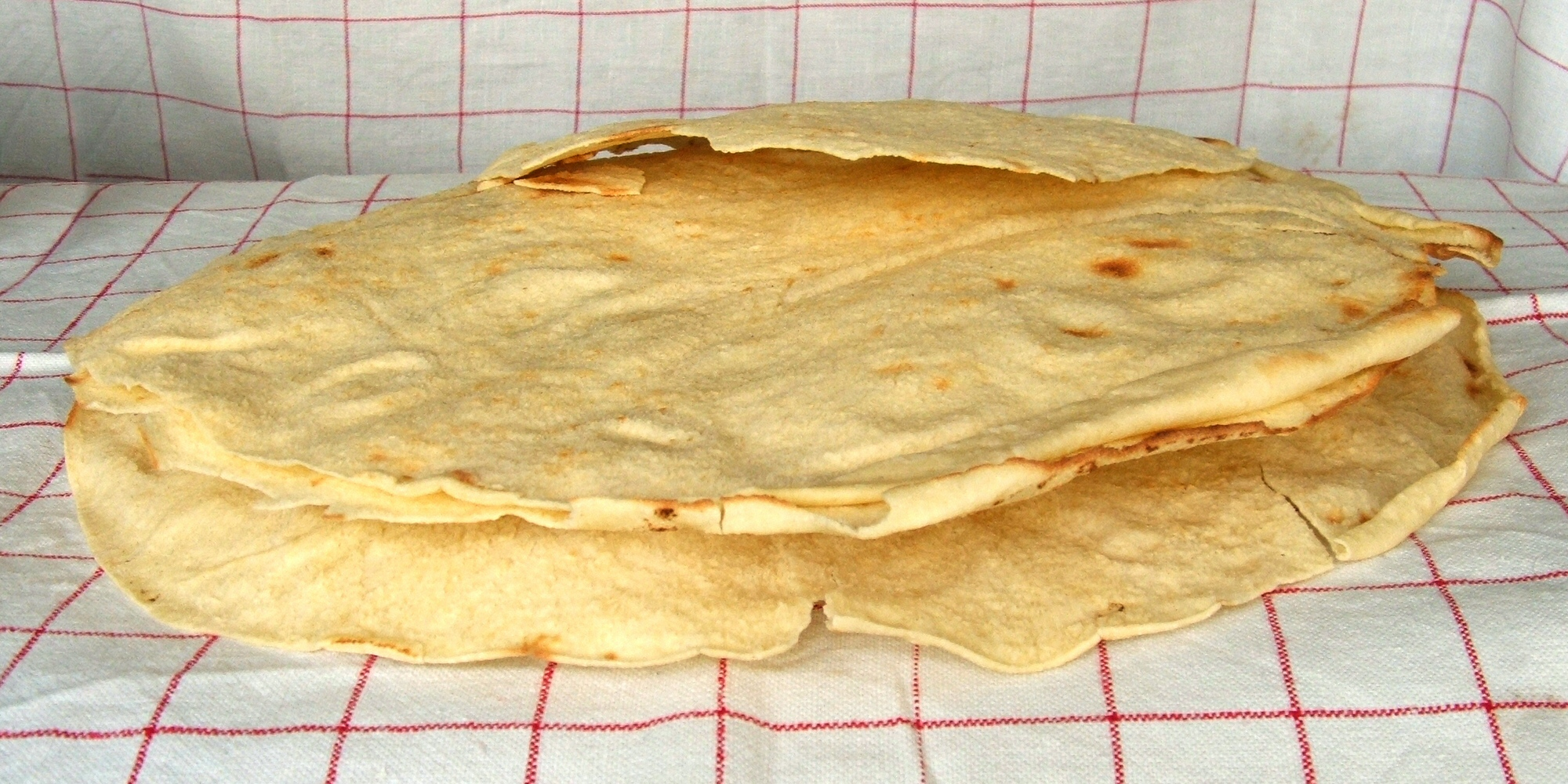
Pane carasau

- Bolo do caco (Madeira, Portogallo)
- Borlengo (Italia)
- Farl (Irlanda e Scozia)
- Fladenbrote (Austria)
- Flammkuchen/Tarte flambée (Alsazia, Francia): pasta di pane sottile, arrotolata in un cerchio o rettangolo e ricoperta di scalogni e pancetta
- Flatbrød (Norvegia): composto di farina d'orzo, sale e acqua (oppure patate farina e sale, oppure farina di piselli e sale)
- Flatkaka (Islanda): focaccia di segale
- Focaccia (Italia)
- Ftira (Malta)
- Hoggan (Cornovaglia): con farina d’orzo, pezzi di maiale e patate
- Lagana (Grecia)
- Lepyoshka (Russia)
- Pita (Ungheria)
- Lavash (Armenia)
- Lefse (Norvegia)
- Matnakash (Armenia)
- Opłatek (Polonia)
- Pane carasau (Sardegna)
- Piadina (Italia): con farina, strutto, sale e acqua
- Pita (Grecia)
- Lipie/Pită (Romania)
- Pissaladière (Francia)
- Pizza (Italia)
- Podpłomyk (Polonia)
- Pogača (Balcani e Turchia)
- Părlenka (Bulgaria)
- Maitorieska (Finlandia)
- Shotis Puri (Georgia)
- Somun e Lepina (Bosnia)[6][7]
- Spianata sarda (Sardegna)
- Staffordshire oatcake (Inghilterra)
- Tigella (Italia)
- Tonis Puri (Georgia)
- Torta (Spagna)
- Torta al testo (Umbria, Italia)
- Torta de Gazpacho (Spagna)
- Tunnbröd (Svezia): qualsiasi combinazione di grano, orzo e segale

### Medio oriente e Africa
- Barbari (Iran)
- Bataw (Egitto)
- Bazlama (Turchia)

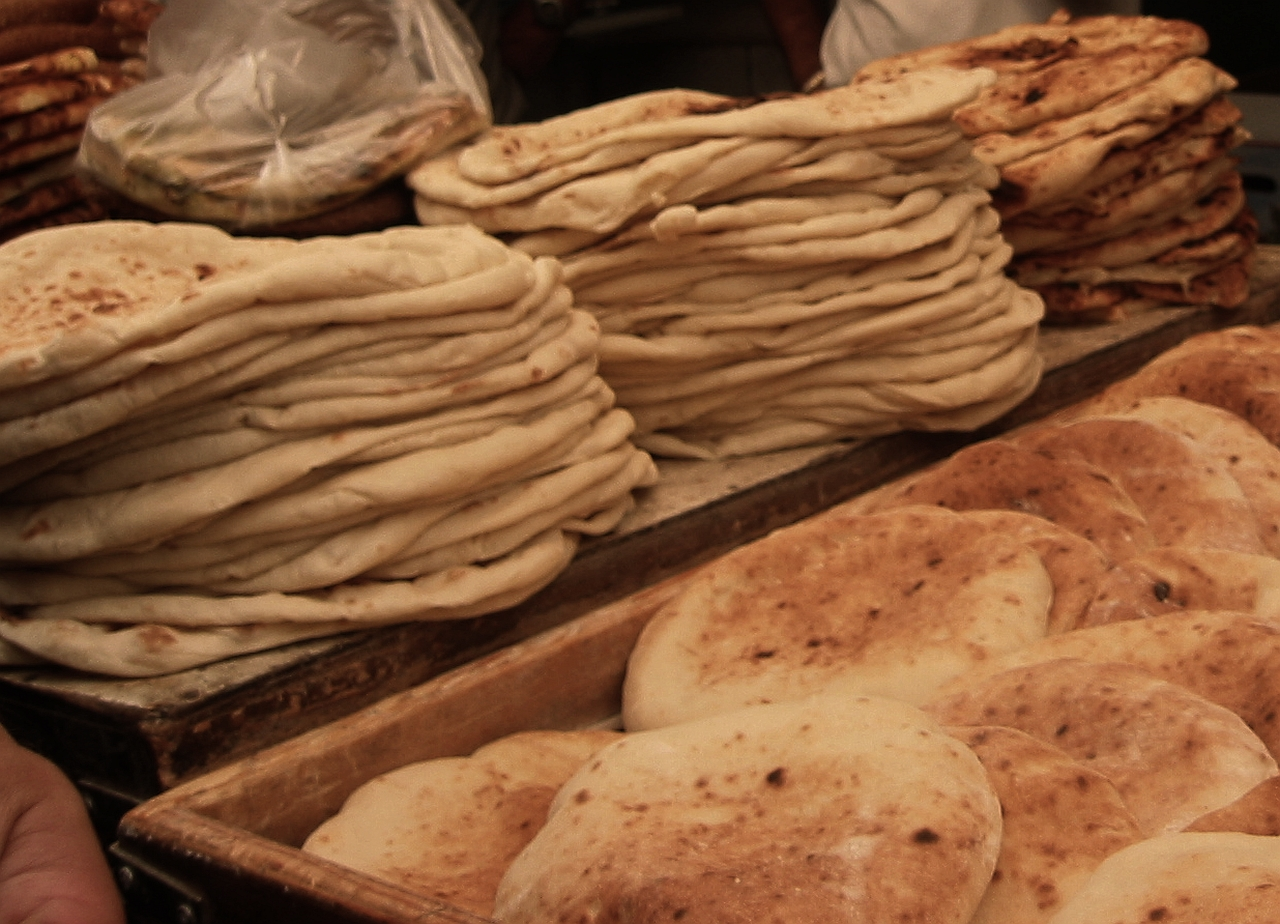
Vari tipi di pita al mercato di Gerusalemme

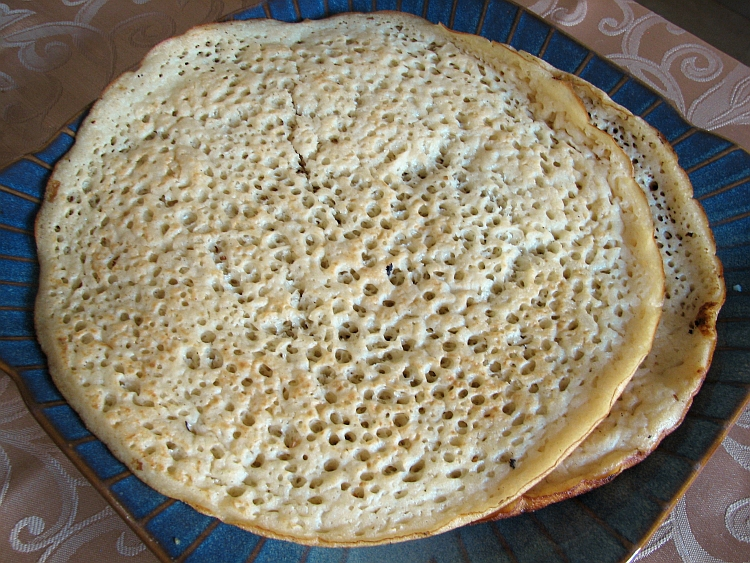
Lahoh (cucina yemenita)

- Eish merahrah (Egitto): 5–10% ground fenugreek semi e maize
- Gözleme (Turchia)
- Gurassa (Sudan)
- Harsha (Marocco): pane di semolino all’olio e fritto
- Injera (Corno d'Africa): teff farina
- Khebz (Levante)
- Khobz rmal (Maghreb)
- Khubz (Penisola Araba)
- Lahoh (Somalia, Gibuti, Yemen)
- Muufo (Somalia)
- Malooga (Yemen): acqua, lievito, sale e farina
- Msemen/M'lawi (Tunisia): acqua, olio d’oliva, semolino e farina
- Chapati (Swahili, Uganda)
- Marquq (Levante)
- Matzo (Israele): farina e acqua
- Murr (Israele)
- Nan (Afganistan)
- Ngome (Mali): farina di miglio, acqua e olio vegetale
- Pide (Turchia)
- Saj (Libano): con farina, lievito, zucchero, sale e acqua[8]
- Sangak (Iran)
- Taftan (Iran)
- Khubz Asmr (Arabia saudita): farina integrale, lievito, e sale
- Khubz Burr (Arabia saudita): farina integrale, lievito, e sale
- Khubz al-nokhalah (Arabia saudita): crusca, lievito, sale, e semi
- Yufka (Turchia): farina di grano, acqua e sale

### Asia
- Naan (Afghanistan)
- Aloo paratha (India e Pakistan)
- Akki rotti (India)

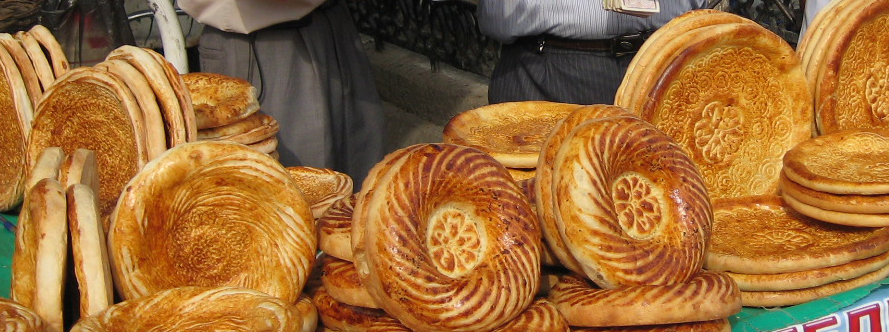
Una selezione di Naan

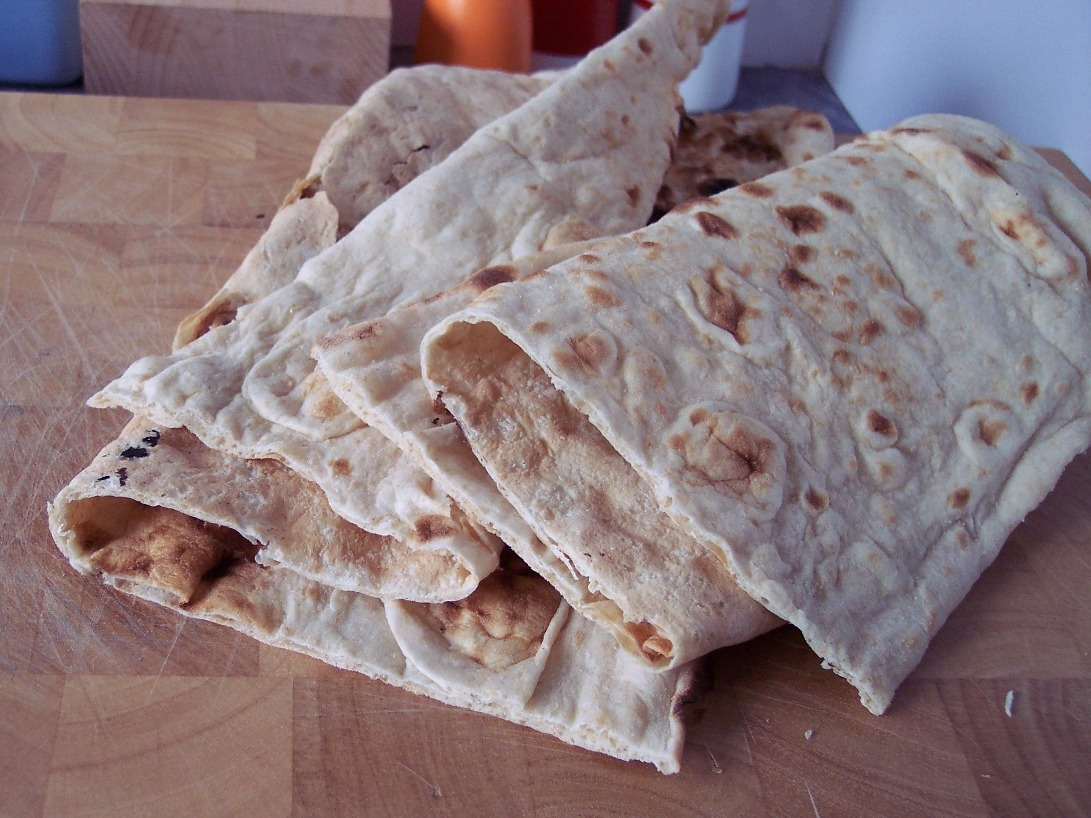
Pane afgano

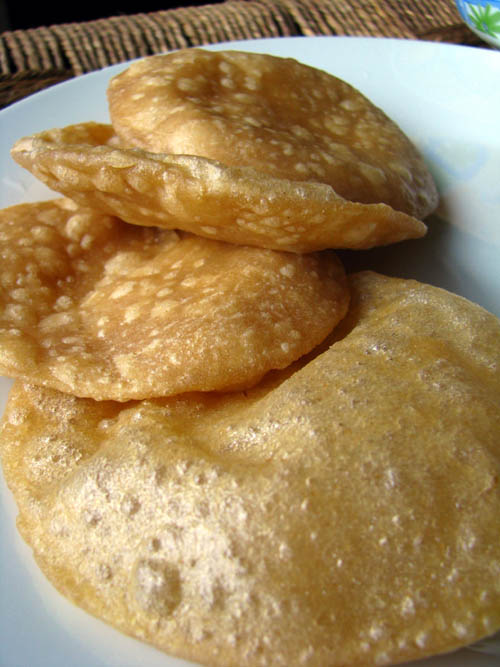
Luchi bengalese

- Appam (India): pastella di riso fermentato e latte di cocco
- Bakarkhani (Subcontinente indiano)
- Bhakri (India): acqua e farina di miglio
- Bhatura (Subcontinente indiano): farina, yogurt, ghee (o olio), e lievito
- Bindaeddeok (Corea): farina di fagioli mung
- Bing (Cina)
- Bolani (Afghanistan)
- Piaya (Filippine)
- Bánh (Vietnam)
- Chapati (Subcontinente indiano): farina di grano duro, acqua e sale
- Chili parotha (India)
- Chikkolee (India)
- Dhebra (India)
- Dosa (India): con pastella di riso e fagioli mungo
- Gobi paratha (India e Pakistan)
- Jolada rotti (India)
- Obi Non (Afghanistan e Uzbekistan)
- Puran Poli (India): con farina integrale, acqua e sale
- Phulka (Subcontinente indiano): con farina integrale, acqua e sale (variante del Puri)
- Cōng yóu bǐng (Cina): olio e cipollina (cipolle verdi)
- Paratha (Subcontinente indiano)
- Parotta (India e Sri Lanka)
- Pesarattu (India): con pastella verde di mung
- Kaak (Pakistan)
- Kachori (Subcontinente indiano)
- Khanom buang (Thailand): farina di riso
- Kothu parotta (India)
- Kulcha (Subcontinente indiano)
- Laobing (Cina)
- Makki di roti (India e Pakistan)
- Mughlai paratha (India e Bangladesh)
- Pathiri (India): un tipo di roti della cucina di Malabar
- Luchi (India e Bangladesh): farina di maida e burro chiarificato
- Naan (Subcontinente indiano e Asia centrale): lievitato (a differenza del Roti)
- Roti (Sri Lanka): fatto con farina di cocco e grano o kurakkan, con peperoncino verde e cipolla
- Puri (Subcontinente indiano)
- Ragi rotti (India)
- Roast paan (Sri Lanka): miscela di pane cotta in uno stampo piatto
- Roti (Subcontinente indiano)
- Roti prata (Singapore)
- Roti canai (Malaysia e Indonesia)
- Rumali roti (Subcontinente indiano)
- Sanchuisanda (Cina)
- Sheermal (Subcontinente indiano e Iran)
- Shelpek (Asia centrale)
- Taftan (Subcontinente indiano e Iran)
- Tandoor-nan (Asia centrale)

### Americhe

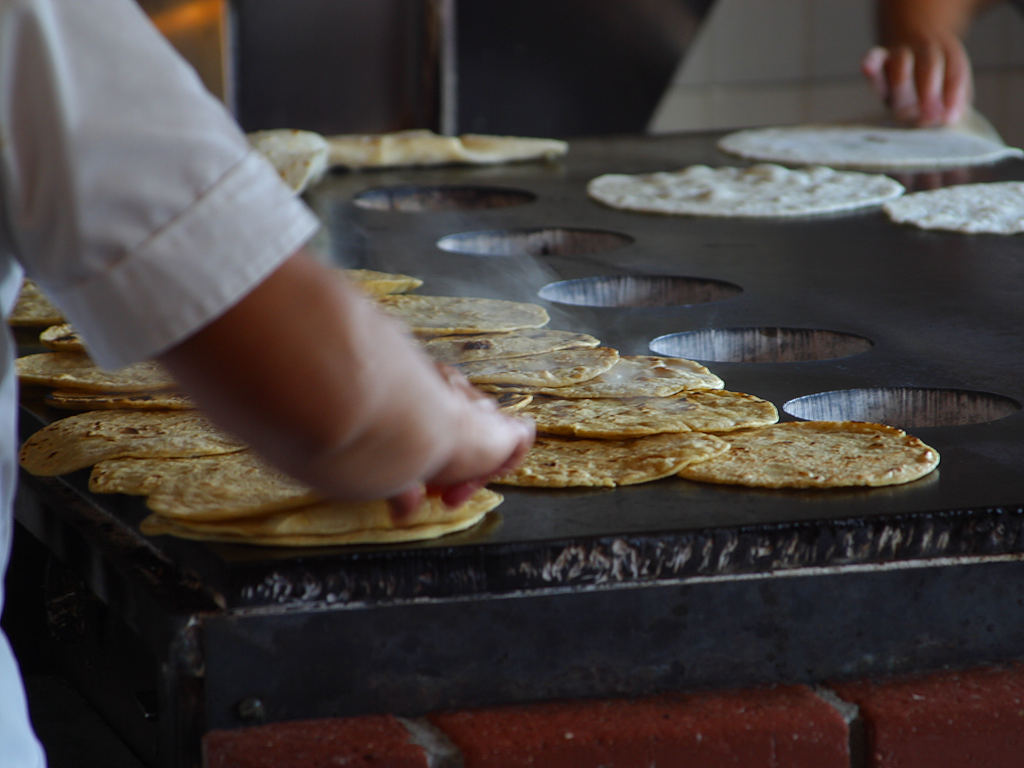
Preparazione della tortilla

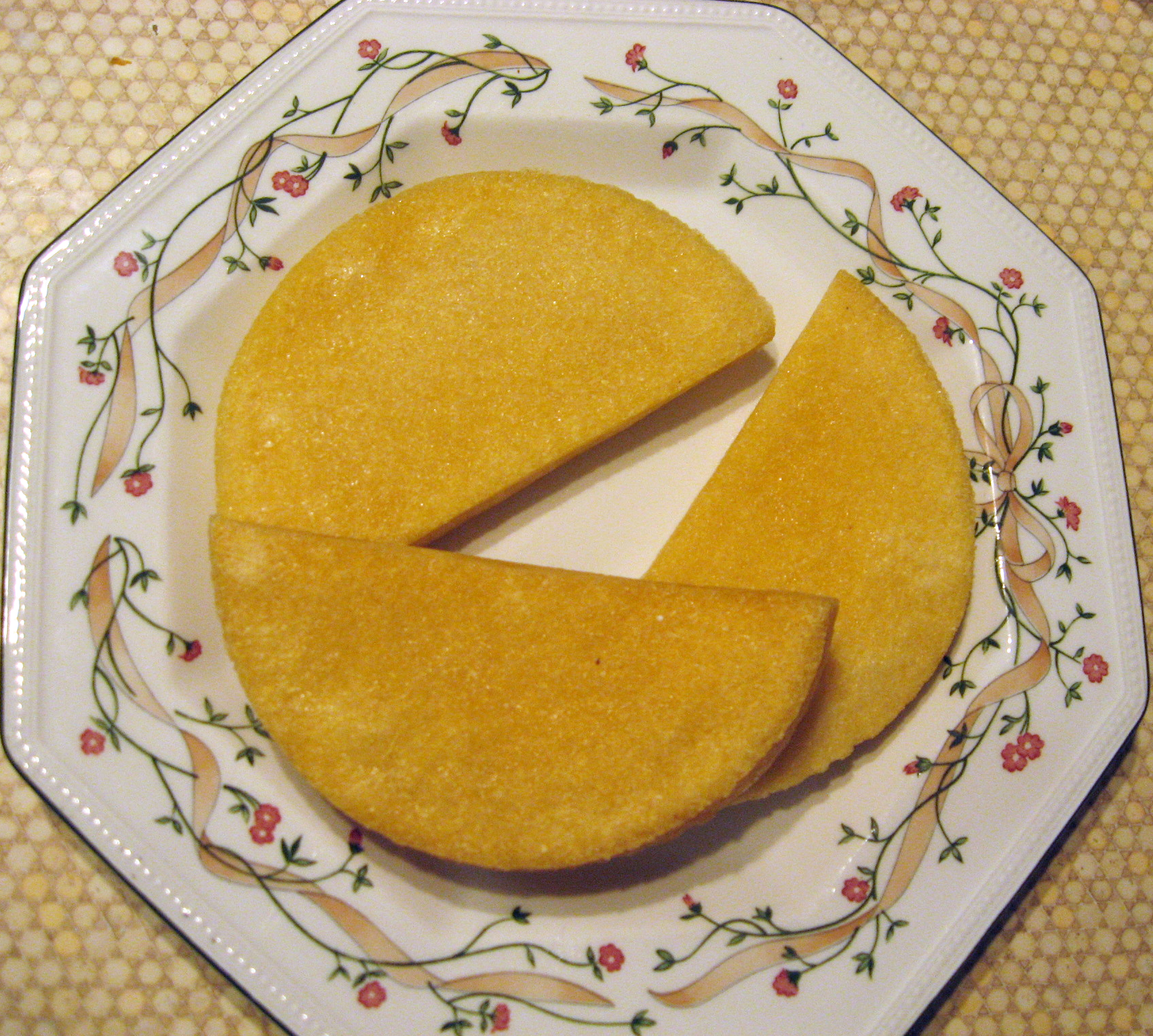
Bammy

- Arepa (Colombia, Venezuela): con farina d'avena, non lievitato
- Bammy (Giamaica): con farina di radice di manioca o farina di manioca e sale
- Beiju (Brasile): con tapioca
- Casabe (America meridionale, Caraibi): con radice di manioca amara
- Frybread (Stati Uniti)
- Pane basso dei nativi americani (America del nord): farina di mais, condito con carne di manzo macinata, vegetali, fagioli e formaggio
- Pan de Semita (Messico)
- Johnnycake (Caraibi)
- tortilla (Messico, America centrale e America meridionale)
- Tortilla de Rescoldo (Cile): farina di grano, tradizionalmente cotto alla brace